# Sander Westerveld
Sander Westerveld (* 23. Oktober 1974 in Enschede) ist ein ehemaliger niederländischer Fußballspieler.

## Karriere

### Verein
Westerveld begann seine Karriere 1994 in seinem Heimatort beim FC Twente Enschede. Dort war er zuvor bereits in den Nachwuchsteams des Klubs aktiv. Als Nummer zwei hinter Sander Boschker kam Westerveld aber nur zu wenigen Einsätzen. Im Sommer 1996 wechselte er deshalb zu Ligakonkurrent Vitesse Arnheim. Dort schaffte der Torhüter seinen nationalen Durchbruch. In seiner ersten Saison in Arnheim platzierte sich die Mannschaft auf Rang fünf, 1997/98 sogar auf den dritten Rang. Westerveld fiel durch gute Leistungen auf und spielte sich in die Notizbücher europäischer Top-Klubs. Zur Saison 1999/2000 wechselte er nach England zum FC Liverpool, wo er den zu Aston Villa gewechselten David James im Tor ersetzte. Westerveld setzte sich gegen seinen US-amerikanischen Konkurrenten Brad Friedel durch und wurde die Nummer eins zwischen den Pfosten der Reds. In der Folgezeit sollte er mit dem Klub viele Titel sammeln. 2001 gewann man den FA Cup, den League Cup, den UEFA-Pokal, das FA Community Shield und den Europäischen Supercup. Westerveld verpasste keines dieser Finalspiele und stand in allen Endspielen über die volle Spielzeit auf dem Feld.
Auch in die neue Saison ging Liverpool mit Westerveld. Doch kurz vor Ende der Transferperiode verließ er die Mannschaft. Grund dafür war, dass Trainer Gérard Houllier mit Jerzy Dudek und Chris Kirkland zwei neue Torhüter verpflichtete, nachdem Westerveld in der Begegnung am dritten Spieltag mit den Bolton Wanderers ein Fehler unterlief, der den Sieg kostete. Nach den großen Erfolgen mit Liverpool wechselte er in der Saison 2001/02 zu Real Sociedad San Sebastián nach Spanien. In Sociedad war Westerveld lange die Nummer zwei hinter Alberto López, ehe Trainer John Toshack ab dem 18. Spieltag dem Niederländer das Vertrauen schenkte. 2002/03 verpasste man nur knapp die Meisterschaft und kam hinter Real Madrid auf Rang zwei. Im Folgejahr ereilte Westerveld das gleiche Schicksal wie noch zwei Jahre zuvor seinem Konkurrenten López. Bis zum 15. Spieltag war der Torhüter die unstrittige Nummer eins, ehe ihn Trainer Raynald Denoueix, durch López austauschte. Zuvor hatte Sociedad sieben Spiele in Folge nicht gewinnen können.
Im Sommer vor der neuen Saison ließ sich Westerveld an den Konkurrenten RCD Mallorca verleihen, wo er aber nicht an dem jungen Moyá vorbeikam. Im Juli 2005 wechselte der Niederländer wieder nach England, um für den FC Portsmouth zu spielen. Bereits im Februar darauf liehen in die Klubverantwortlichen an den FC Everton aus, wo Westerveld bis Ende April 2006 spielte, bevor er wieder zu Portsmouth ging. Dort entschied man sich jedoch den Niederländer wieder abzugeben. Im Sommer wechselte der Torwart wieder nach Spanien, zu UD Almería. Mit dem damaligen Zweitligisten schaffte Westerveld den Aufstieg ins spanische Oberhaus. Anschließend wurde sein Vertrag jedoch nicht verlängert, so dass er bis September vereinslos blieb. Schließlich verpflichtete ihn der Eredivisie-Klub Sparta Rotterdam, wo er sofort Cor Varkevisser ersetzte, der noch an den ersten drei Spieltag das Tor der Rotterdamer hütete. Im Sommer 2008 trennten sich die Wege beider Parteien wieder. Nach einem Jahr Pause entschied sich Westerveld wieder bei einem Klub anzuheuern und unterzeichnete beim italienischen Klub AC Monza Brianza in der dritthöchsten italienischen Spielklasse, der Lega Pro Prima Divisione, einen Vertrag.

### Nationalmannschaft
Für die niederländische Nationalmannschaft stand Westerveld sechs Mal im Tor. Sein Debüt gab er am 8. Juni 1999 bei der 1:3-Niederlage gegen Brasilien. Dabei stand er in der Startelf und blieb bis zum Abpfiff auf dem Feld.
Bei der Euro 2000 in Belgien und den Niederlanden stand der Torhüter im Aufgebot von Trainer Frank Rijkaard. Dort war er hinter Edwin van der Sar die Nummer drei im Kasten der Elftal. Bereits im zweiten Vorrundenspiel, am 16. Juni 2000, kam Westerveld dann aber zum Einsatz, als er beim 3:0-Sieg gegen Dänemark in der 89. Minute für van der Sar eingewechselt wurde. Auch im letzten Gruppenspiel und im Viertelfinale kam Westerveld zu Einsatzzeiten.
Während er im letzten Vorrundenspiel die vollen 90 Minuten absolvierte, musste er im Viertelfinale Stammtorhüter van der Sar ab der 65. Minute vertreten. Das Team schied im Halbfinale nach Elfmeterschießen gegen Italien aus. Vier Jahre später stand Westerveld erneut im Kader der Oranjes bei der EM in Portugal. Wieder war im Halbfinale Schluss für die Niederlande. Westerveld kam zu keinem Einsatz. Obwohl Westerveld noch bis 2004 regelmäßig in den Kader der Niederländer berufen wurde, stand er am 28. Februar 2001 letztmals zwischen den Pfosten der Landesauswahl, als man sich 0:0 von der Türkei trennte. Dabei wurde er zur Halbzeit für van der Sar eingewechselt.

## Erfolge
- FA Cup mit FC Liverpool: 2001
- League Cup mit FC Liverpool: 2001
- UEFA-Pokal mit FC Liverpool: 2001
- FA Community Shield mit FC Liverpool: 2001
- Europäischen Supercup mit FC Liverpool: 2001
- Aufstieg in die Primera División mit UD Almería: 2007 (2. Platz)